# チウラム
チウラム (thiuram) またはチラム (thiram) とは、ジチオカーバメート系の殺菌剤、あるいは鳥に対する忌避剤として農薬用途で広く用いられている化合物である。別名を「テトラメチルチウラムジスルフィド (tetramethylthiuram disulfide)」という。
蒸気圧は 25 ℃ で 1.725 × 10−5 mmHg と、無視できるほど小さい。水にはほとんど溶けず、25 ℃ での溶解度は 30 mg/L である。主要な用途は農薬（殺菌剤、忌避剤）のほか、ゴム製造における加硫促進剤が挙げられる。

## 物理化学的性状
- n-オクタノール/水分配係数
- (log Pow) 1.736)
- 水溶性 30mg/L(25℃)7)
- 別の呼称:TT、TMT
- CAS 番号：137-26-8

### アレルゲン
ゴム製造における加硫促進剤として利用されるが、日本人では5～7%の人がアレルゲンの陽性率を示し、ゴム手袋接触皮膚炎の主要因物質である。